# Gorzów Śląski
Gorzów Śląski (česky Slezský Gorzów, německy Landsberg in Oberschlesien) je město v jižním Polsku v Opolském vojvodství v okrese Olesno, sídlo stejnojmenné městsko-vesnické gminy. Leží na severním okraji Horního Slezska na soutoku Piasky a Prosny, která zde tvoří zemskou hranici mezi Slezskem a Wieluńskem, které bylo původně součástí Velkopolska. V roce 2024 zde žilo 2 420 obyvatel.

## Historie
První písemná zmínka o městě pochází z roku 1294. V několika prvních desetiletích od svého vzniku střídalo svou příslušnost mezi dolnoslezskými knížectvími Hlohovským (do 1312), Olešnickým (1312–1323) a Břežským (od 1323), než se roku 1368 stalo součástí Opolska a tím pádem Horního Slezska. Spolu s ním patřilo do roku 1742 Koruně království českého. Po první slezské válce připadlo Prusku a na území německého státu leželo až do roku 1945. Po celou tu dobu bylo vždy příhraničním městem – na protějším břehu Prosny se již rozkládalo Polsko ve všech svých historických podobách, resp. v 19. století Ruské impérium.
Po druhé světové válce byla většina Slezska připojena k Polsku a polské územní členění tuto historickou hranici přestalo respektovat – v letech 1975–1998 spadal Gorzów pod Čenstochovské vojvodství, nyní patří převažně slezskému Opolskému vojvodství, které však přesahuje i na druhou stranu řeky do oblasti kolem nedaleké Praszky. Jakožto kulturní, identitární a jazyková hranice je však Prosna stále důležitá.

## Demograife
Gorzów leží v etnicky smíšené oblasti Opolska, jež nebyla po druhé světové válce podrobena důslednému odsunu autochtonní německé populace a v 90. letech se stala střediskem aktivit německé menšiny. K německé národnosti se hlásilo 17 % obyvatel Gorzowa v roce 2002 a 12,7 % v roce 2011. Mniejszość Niemiecka – Deutsche Minderheit je nejsilnějším uskupením na místní politické scéně (41,63 % v komunálních volbách 2018).

## Památky
Mezi pamětihodnosti Gorzowa patří katolický kostel Nejsvětější Trojice (1895), evangelický kostel (1857) a klasicistní zámeček z 18. století. V minulosti spojovala Gorzów s Praszkou a Olesnem úzkorozchodná dráha. Provoz byl zastaven v roce 1994.